# Deutsche Vermögensberatung
Deutsche Vermögensberatung (DVAG), (dosłownie z niem.: „Niemieckie doradztwo majątkowe”) jest pośrednikiem ubezpieczeniowym z siedzibą we Frankfurcie nad Menem, w Niemczech, działającym na terenie Niemiec, Austrii i Szwajcarii. Założona w 1975 r. przez Reinfrieda Pohla spółka kontrolowana jest obecnie przez Deutsche Vermögensberatung Holding i zarejestrowana jako zależny pośrednik ubezpieczeniowy zgodnie z dyrektywą Parlamentu Europejskiego i Rady w sprawie pośrednictwa ubezpieczeniowego w Izbie Przemysłowo-Handlowej we Frankfurcie nad Menem. DVAG jest uznawany jako jeden z największych pośredników ubezpieczeniowych w Niemczech.
Poprzez ponad 5000 jednostek sprzedażowych oraz oddziałów Deutsche Vermögensberatung obsługuje około 8 milionów klientów. W roku obrotowym 2023 firma odnotowała przychód w wysokości 2,30 mld € i dochód w wysokości 271,9 mln €. Całkowita wartość umów, w których pośredniczono, sięgnęła 251,7 mld €.

## Kierownictwo

### Zarząd
Kierownictwo spółki sprawuje zarząd składający się z następujących osób:
- Andreas Pohl (prezes zarządu)
- Marcus Aßmuth (rozwój firmy, marketing)
- Andreas Franken (dział prawny, HR)
- Christian Glanz (IT, działalność operacyjna, administracja)
- Lars Knackstedt (finanse, udziały, nieruchomości, podatki)
- Markus Knapp (centralny rozwój sprzedaży, ubezpieczenia, edukacja i szkolenia)
- Helge Lach (rynki i regulacje, stowarzyszenia handlowe, centrum szkoleniowe w Marburgu)
- Steffen Leipold (bankowość i inwestycje, kraje zagraniczne)
- Robert Peil (koordynacja sprzedaży, wydarzenia, szkolenie liderów)

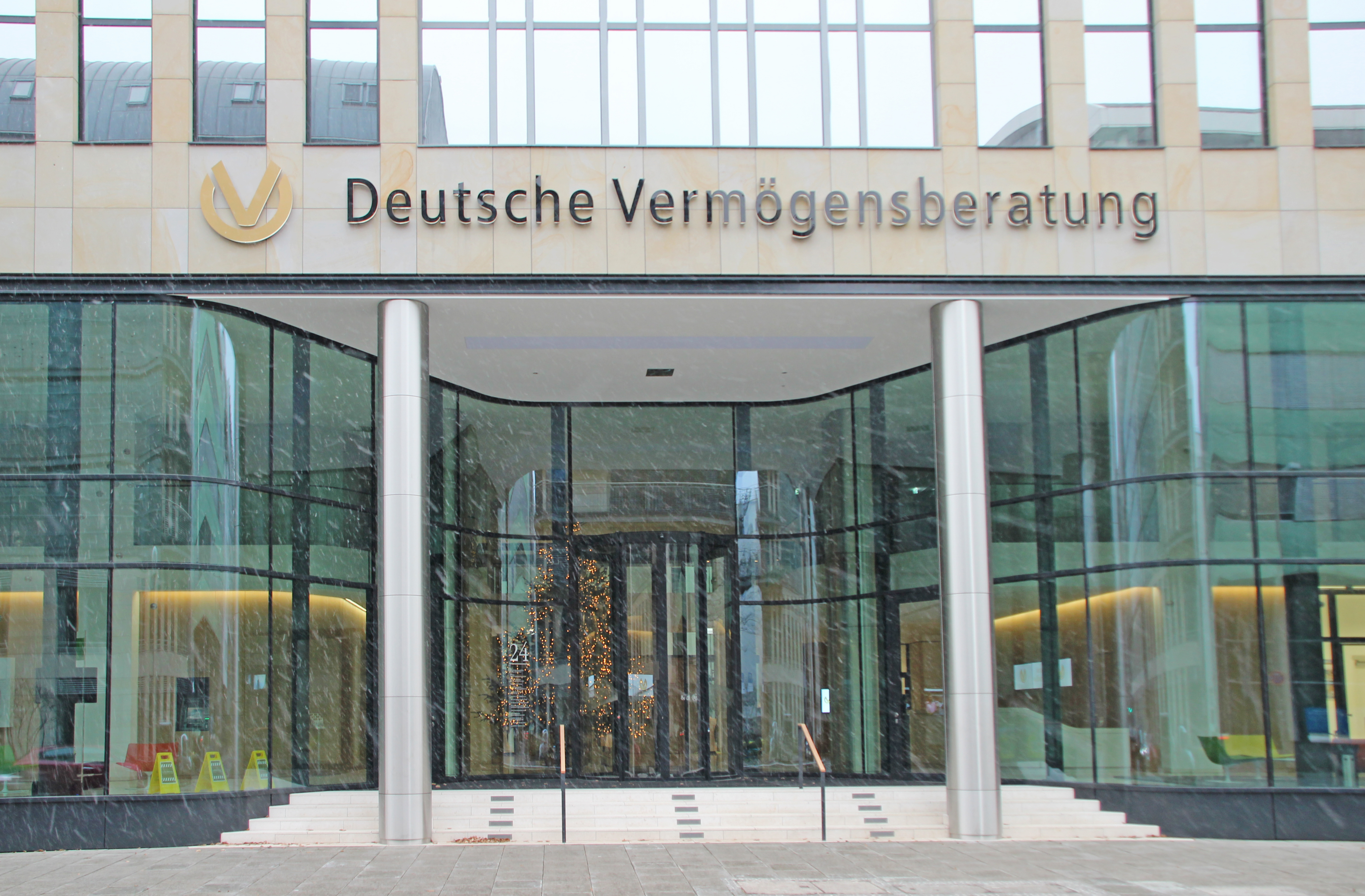
Siedziba Deutsche Vermögensberatung we Frankfurcie

### Rada nadzorcza
Od kwietnia 2021 r. przewodniczącym rady nadzorczej jest Hans-Theo Franken.

## Historia
W 1975 r. Reinfried Pohl założył firmę pod nazwą „Kompass Gesellschaft für Vermögensanlagen GmbH”. Pohl pracował wcześniej dla Investors Overseas Services (IOS) między 1967 i 1969 r, i był zatrudniony w Bonnfinanz między 1970 i 1974 r. W dniu 1 lipca 1975 r. rozpoczął działalność własną wraz ze swoimi 35 byłymi współpracownikami z Bonnfinanz. Pohl opracował „koncepcję kompleksowych usług finansowych”, w oparciu o którą działa DVAG, już w latach 50. XX wieku.
Firma „Allgemeine Vermögensberatung AG” (AVAG) została założona w 1976 r. W 1983 r. nazwę AVAG zmieniono na „Deutsche Vermögensberatung AG”. Synowie Reinfrieda Pohla, Andreas i Reinfried Jr., dołączyli do zarządu firmy w 1984 r. Austriacka spółka zależna, działająca obecnie jako „Deutsche Vermögensberatung Bank Aktiengesellschaft”, została założona w 1993 r. W 2001 r. rozpoczęto współpracę z Deutsche Bank.
W 2003 r. zreorganizowała swoją strukturę tworząc „Deutsche Vermögensberatung Holding”, a jako jej siedzibę ustanowiono Marburg. DVAG weszła na rynek szwajcarski w 2004 r. jako „SVAG Schweizer Vermögensberatung”. W 2007 r. firma DVAG przejęła wyłączną dystrybucję ubezpieczeń AachenMünchener i od tego czasu zarządza tym segmentem poprzez powołaną w tym celu spółkę zależną działającą pod firmą „Allfinanz Deutsche Vermögensberatung”. W tym samym roku do struktury włączono FVD do przedsiębiorstwa. W 2008 r. DVAG przejęło także dystrybucję usług i produktów Deutsche Bausparkasse Badenia oraz w 2018 r. wyłączną dystrybucję produktów i usług Generali (EVG).

## Partnerzy biznesowi
W Niemczech najważniejszym partnerem jest grupa Generali Deutschland wraz z jej spółkami powiązanymi takimi jak Badenia Bausparkasse czy Advocard Rechtsschutzversicherung (ubezpieczenie ochrony prawnej). Oprócz tego spółka współpracuje jeszcze z kilkoma podmiotami, np. z BKK Linde.
Jednym z elementów współpracy z Deutsche Bank Group jest od 2001 r. dystrybuowanie przez DVAG produktów bankowych Deutsche Bank (DB) oraz funduszów inwestycyjnych spółki zależnej DB – DWS. Innymi partnerami spółki są Commerzbank, HypoVereinsbank, DSL Bank, Santander Bank, Allianz Global Investors, oraz Geiger Edelmetalle AG.
Deutsche Verrechnungsstelle (DV) z siedzibą również we Frankfurcie nad Menem specjalizuje się w profesjonalnym zarządzaniu fakturami dla rzemieślników oraz dla sektora małych i średnich przedsiębiorstw. Firma oferuje produkty oraz usługi mające na celu zapewnienie takim przedsiębiorstwom płynności finansowej. Spółka została założona w 2015 r. przez Andreasa Pohla oraz Reinfrieda Pohla.
W Austrii partnerami DVAG są Generali Versicherungs AG, Unicredit Bank Austria, BAWAG P.S.K., Allianz Global Investors, DWS oraz Bausparkasse. Partnerami biznesowymi DVAG w Szwajcarii są z kolei Generali, PAX, bank zweiplus, CSS, Innova, assura, Sanitas, Glarner Kantonalbank, oraz, od 2021 r., Global Sana AG. Ma zostać utworzona spółka holdingowa, w której zostanie połączona działalność Deutsche Vermögensberatung na rynku szwajcarskim. W skład holdingu wchodzić będą dwie niezależnie od siebie działające spółki: Global Sana AG oraz SVAG Schweizer Vermögensberatung AG.

## Sponsoring
Firma DVAG jest aktywna w obszarze sponsoringu sportowego od 1996 r. i współpracowała w tym zakresie z wieloma sportowcami. Oprócz aktualnej współpracy z Jürgenem Kloppem, firma DVAG sponsoruje również osoby takie jak Fabian Hambüchen, Britta Heidemann, Joey Kelly czy Mick Schumacher.
Siedmiokrotny mistrz świata Formuły 1 Michael Schumacher współpracuje z DVAG od 1996 r. Istniejąca umowa sponsorska jest kontynuowana nawet po poważnym wypadku narciarskim Schumachera w grudniu 2013 r. W lutym 2016 r., aby uczcić 20-letnią współpracę, w Marburgu otwarto wystawę poświęconą Michaelowi Schumacherowi. Wystawę można było odwiedzić do grudnia 2018 r. DVAG sponsoruje obecnie także syna Schumachera, Micka, który również jest kierowcą Formuły 1.

## Zaangażowanie społeczne
Deutsche Vermögensberatung wspiera projekty społeczne oraz organizacje, jak na przykład pracę organizacji non-profit Menschen brauchen Menschen e.V. Firma DVAG wspiera także projekty edukacyjne dla dzieci i od 2020 r. jest jednym z głównych partnerów Tafel Deutschland.

### RTL Spendenmarathon
Od 25. edycji RTL-Spendenmarathon, która odbyła się w 2020 r., Deutsche Vermögensberatung wspiera fundację Stiftung RTL – Wir helfen Kindern e. V. Razem ze swoimi ambasadorami marki w 2020 r. była w stanie wesprzeć inicjatywę kwotą 300 000 euro. W 2021 r. podczas 26. edycji Spendenmarathon dzięki pomocy firmy udało się osiągnąć kwotę 500 000 euro, która ostatecznie została podwyższona do 1 miliona euro przez rodzinę Schumacherów. Darowizny zostały przekazane na rzecz działalności Stiftung RTL w zakresie projektów edukacyjnych.

### Pomoc po powodziach w Europie w 2021 roku
2021 Deutsche Vermögensberatung zebrało środki w wysokości ok. 650 000 euro i przeznaczyło ją na różne sposoby wsparcia obszarów dotkniętych powodziami w Europie w 2021 r. DVAG samodzielnie przekazało 40% tej kwoty.

### Pomoc humanitarna w wojnie na Ukrainie
W marcu 2022 r. Deutsche Vermögensberatung przekazało milion euro jako wsparcie inicjatywy Menschen brauchen Menschen e.V., aby szybko i bez biurokracji pomóc osobom dotkniętym wojną na Ukrainie. W połowie marca przy współpracy z organizacją Luftfahrt ohne Grenzen / Wings of Help e. V. na Ukrainę przekazano kilka ton zasobów humanitarnych sfinansowanych przez Deutsche Vermögensberatung.